# Алексей Косигин
Алексей Николаевич Косигин (на руски: Алексе́й Никола́евич Косы́гин) е съветски политик и администратор. Той е председател на Съвета на министрите на СССР в периода 1964 – 1980 г.

## Биография
А. Косигин се присъединява към Червената армия през 1919 г., само на 15-годишна възраст, и се сражава Гражданската война в Русия. След приключването на войната, Косигин работи в Сибир, а през 1927 г. се присъединява към Комунистическата партия на Съветския съюз. През 1930 г. завършва висшия Ленинградски институт по текстил и работи като инженер и директор в текстилна фабрика в Ленинград.
През 1938 г., вследствие на провеждания от Йосиф Сталин Велик терор (Съветски съюз), голяма част от лидерите на ленинградската партийна организация биват убити. Косигин влиза в управлението, става и председател на Ленинградския градски изпълнителен комитет (кмет на Ленинград). През 1939 г. е приет за член на ЦК на КПСС и влиза в съветския кабинет като народен комисар (министър) на текстилната промишленост, а през периода 1940 – 1946 г. е вицепремиер. Председател е също и на Съвета на народните комисари (премиер) на Руската СФСР от 1943 до 1946 г.
След Втората световна война Косигин е избран за член на Политбюро на ЦК на КПСС през 1948 г. Служи като министър на финансите през 1948 г. и като министър на промишлеността до 1953 г.
След смъртта на Сталин през 1953 г. Косигин е понижен, обаче след взимането на властта в свои ръце Никита Хрушчов му възвръща някогашната власт. Най-голямото му постижение е длъжността Председател на Съвета на министрите на СССР – от 15 октомври 1964 до 23 октомври 1980 г.